# Локнянская волость (Псковская губерния)
Локнянская волость — административно-территориальная единица в составе Великолукского уезда Псковской губернии РСФСР в 1924 — 1927 годах. Центром было посёлок Локня.
В рамках укрупнения дореволюционных волостей губернии, новая Локнянская волость была образована в соответствии с декретом ВЦИК от 10 апреля 1924 года из упразднённых Михайловской и Медведовской волостей Великолукского уезда и Локонской волости Холмского уезда и разделена на сельсоветы: Горицкий, Иваньковский, Михайловский, Перелученский, Плесковский, Юхновский. В октябре 1925 года образован Локнянский сельсовет, в 1926 году — Грибановский и Грихновский сельсоветы.
В рамках ликвидации прежней системы административно-территориального деления РСФСР (волостей, уездов и губерний), Локнянская волость была упразднена в соответствии с Постановлением Президиума ВЦИК от 1 августа 1927 года, причём Грихновский сельсовет был включен в состав Троицкого района Великолукского округа Ленинградской области, часть населённых пунктов включены в состав Цевельского и Локнянского районов того же округа и области.